# Blues Alive
Blues Alive (с англ. — «Блюз вживую») — концертный альбом ирландского гитариста Гэри Мура, изданный в 1993 году. На альбоме представлены композиции, записанные в течение 1992 года на различных выступлениях музыканта.

## Об альбоме
На волне всплеска интереса к творчеству музыканта, начавшегося после выхода блюзового альбома «Still Got the Blues» 1990 года и следовавшей за ним работы After Hours, было решено выпустить концертный альбом. Сами записи велись в течение всего мирового турне 1992 года. В итоге музыкальный материал пластинки составили песни исполнявшихся в Universal Amphitheatre Лос-Анджелеса (20.05.1992), парижском Le Zénith (13.06.1992) и лондонских аренах Hammersmith Odeon и Royal Albert Hall (08.06.1992 и 05.10.1992 соответственно). В аккомпанирующий состав The Midnight Blues Band, сопровождавший Мура на всём протяжении всемирного турне, вошли музыканты, работавшие с ним на двух последних студийных альбомах. Также на концертах присутствовал в качестве специального гостя известный блюзовый гитарист Альберт Коллинз. Запись композиции «Too Tired» с его участием вошла в финальный релиз диска. Это было уже третье по счёту проявление совместного творчества — до этого Коллинз, в том же качестве, задействовался на Still Got the Blues и After Hours.
Основную часть этого концертника, выдержанного в блюзовой стилистике, составили песни из сходных по стилю дисков 1990-го, 1992 годов и нескольких кавер-версий классиков данного жанра музыки.

## Список композиций
| №   | Название                 | Автор(ы)                      | Длительность |
| --- | ------------------------ | ----------------------------- | ------------ |
| 1.  | «Cold Day in Hell»       | Гэри Мур                      | 5:35         |
| 2.  | «Walking by Myself»      | Джимми Роджерс                | 5:00         |
| 3.  | «Story of the Blues»     | Мур                           | 7:32         |
| 4.  | «Oh, Pretty Woman»       | Вильямс                       | 4:25         |
| 5.  | «Separate Ways»          | Мур                           | 5:48         |
| 6.  | «Too Tired»              | Джонни Уотсон, Максвелл Дэвис | 4:34         |
| 7.  | «Still Got the Blues»    | Мур                           | 6:44         |
| 8.  | «Since I Met You Baby»   | Мур                           | 3:02         |
| 9.  | «The Sky Is Crying»      | Элмор Джеймс                  | 8:50         |
| 10. | «Further on Up the Road» | Дон Роби, Джо Визи            | 5:34         |
| 11. | «King of the Blues»      | Мур                           | 6:13         |
| 12. | «Parisienne Walkways»    | Мур, Фил Лайнотт              | 7:03         |
| 13. | «Jumpin' at Shadows»     | Дастер Беннетт                | 5:51         |

## Участники записи
- Гэри Мур — гитара, вокал
- Томми Айр — клавишные
- Энди Пайл — бас-гитара
- Грэм Уолкер — ударные
- Мартин Друвер — труба
- Фрэнк Мит — альт-саксофон, гармоника
- Ник Пенталоу — тенор-саксофон
- Ник Пэйн — баритон-саксофон
- Кенди Маккензи — бэк-вокал
- Кэрол Томпсон — бэк-вокал
- Альберт Коллинз — гитара, вокал — в качестве специального гостя в песне «Too Tired»

## Релиз и восприятие
В целом коммерческий расчёт оказался верен, публика благоприятно восприняла диск, он вошёл во многие национальные чарты стран Европы. Спустя 15 лет в хит-парады вернулась концертная версия раннего хита музыканта «Parisienne Walkways», выпущенная специально отдельным синглом.
| Список синглов к альбому                        | Список синглов к альбому | Список синглов к альбому | Список синглов к альбому | Список синглов к альбому | Список синглов к альбому |
| Сингл                                           | Позиции в хит-парадах    | Позиции в хит-парадах    | Позиции в хит-парадах    | Позиции в хит-парадах    | Обложка                  |
| Сингл                                           | UK Singles Chart         | UK Singles Chart         | Top 50                   | Top 50                   | Обложка                  |
| ----------------------------------------------- | ------------------------ | ------------------------ | ------------------------ | ------------------------ | ------------------------ |
| Сингл                                           | Наивысшая позиция        | Пребывание в чарте       | Наивысшая позиция        | Пребывание в чарте       | Обложка                  |
| «Parisienne Walkways '93» - Формат: CD, 7", 12" | 32                       | 4 недели                 | 9                        | 15 недель                | Обложка сингла           |

## Позиции в хит-парадах
| Название чарта                 | Наивысшая позиция | Пребывание в чарте | Источник(и) |
| ------------------------------ | ----------------- | ------------------ | ----------- |
| Австрийский хит-парад альбомов | 14                | 7 недель           | [ 4 ]       |
| UK Albums Chart                | 8                 | 5 недель           | [ 5 ]       |
| Голландский хит-парад альбомов | 56                | 6 недель           | [ 6 ]       |
| Немецкий хит-парад альбомов    | 31                | 11 недель          | [ 7 ]       |
| Норвежский хит-парад альбомов  | 18                | 1 неделя           | [ 8 ]       |
| Французский хит-парад альбомов | 105               | 3 недели           | [ 9 ]       |
| Шведский хит-парад альбомов    | 40                | 2 недели           | [ 10 ]      |
| Швейцарский хит-парад альбомов | 14                | 14 недель          | [ 11 ]      |